# باتريك كوني
باتريك كوني (بالإنجليزية: Patrick Cooney)‏ هو سياسي أيرلندي، ولد في 2 مارس 1931 في دبلن في جمهورية أيرلندا. حزبياً، نشط في فاين جايل.

## مناصب
- انتخب عضو مجلس الشيوخ من أيرلندا عن دائرة اللائحة الثقافية والإعلامية [الإنجليزية]‏ وقد انضم خلال فترته النيابية ‏ (27 أكتوبر 1977 – 11 يونيو 1981)  للكتلة البرلمانية فاين جايل.
- في انتخابات تكميلية، انتخب نائب دييل عن دائرة لونغفورد وستميث [الإنجليزية]‏ وقد انضم خلال فترته النيابية ‏ (14 أبريل 1970 – 5 فبراير 1973)  للكتلة البرلمانية فاين جايل.
- في الانتاخابات العمومية الإيرلندية 1973 [الإنجليزية]‏، انتخب نائب دييل عن دائرة لونغفورد وستميث [الإنجليزية]‏ وقد انضم خلال فترته النيابية ‏ (14 مارس 1973 – 25 مايو 1977)  للكتلة البرلمانية فاين جايل.
- في الانتخابات العمومية الإيرلندية 1981 [الإنجليزية]‏، انتخب نائب دييل عن دائرة لونغفورد وستميث [الإنجليزية]‏ وقد انضم خلال فترته النيابية ‏ (30 يونيو 1981 – 27 يناير 1982)  للكتلة البرلمانية فاين جايل.
- في الانتخابات العمومية الإيرلندية، فبراير 1982 [الإنجليزية]‏، انتخب نائب دييل عن دائرة لونغفورد وستميث [الإنجليزية]‏ وقد انضم خلال فترته النيابية ‏ (9 مارس 1982 – 4 نوفمبر 1982)  للكتلة البرلمانية فاين جايل.
- في الانتخابات العمومية الإيرلندية، نوفمبر 1982 [الإنجليزية]‏، انتخب نائب دييل عن دائرة لونغفورد وستميث [الإنجليزية]‏ وقد انضم خلال فترته النيابية ‏ (14 ديسمبر 1982 – 20 يناير 1987)  للكتلة البرلمانية فاين جايل.
- في الانتخابات العمومية الإيرلندية 1987 [الإنجليزية]‏، انتخب نائب دييل عن دائرة لونغفورد وستميث [الإنجليزية]‏ وقد انضم خلال فترته النيابية ‏ (10 مارس 1987 – 25 مايو 1989)  للكتلة البرلمانية فاين جايل.
- انتخب وزير العدل والمساواة [الإنجليزية]‏ (14 مارس 1973 – 5 يوليو 1977).
- انتخب وزير التربية والمهارات [الإنجليزية]‏ (14 فبراير 1986 – 10 مارس 1987).
- انتخب وزير الدفاع [الإنجليزية]‏ (14 ديسمبر 1982 – 14 فبراير 1986).
- في انتخابات البرلمان الأوروبي 1989، انتخب عضو في البرلمان الأوروبي عن دائرة لينستر [الإنجليزية]‏ لترشحه ضمن  قائمة فاين جايل، وقد انضم خلال فترته النيابية (25 يوليو 1989 – 18 يوليو 1994)  للكتلة البرلمانية الكتلة البرلمانية لحزب الشعب الأوروبي.